# کاروانسرای شاتور
کاروانسرای شاتور مربوط به دوره صفوی است و در شهرستان هرند اصفهان، بخش جلگه، روستای شاتور واقع شده و این اثر در تاریخ ۱۷ اسفند ۱۳۸۱ با شمارهٔ ثبت ۷۶۴۰ به‌عنوان یکی از آثار ملی ایران به ثبت رسیده است.